# 小田治久
小田治久（日语：／ Oda Haruhisa，1283年2月10日—1353年1月16日）是日本鎌倉時代末期至南北朝時代武將，小田氏第8代家督，官位為宮內權少輔、尾張權守、常陸介，最初名為小田高知（日语：／ Oda Takatomo），兒子是小田孝朝。

## 生涯
弘安6年（1283年），治久在常陸，作為第7代當主小田貞宗之子出生，並且獲得宗北條氏當主鎌倉幕府第14代執權北條高時賜予「高」字名諱，得名高知。
嘉曆2年（1327年），治久作為父親的代理，成功鎮壓陸奧的安藤氏之亂，翌年重返鎌倉。元弘元年（1331年），元弘之亂爆發，治久從屬於鎌倉幕府軍，卻最終戰敗，鎌倉幕府滅亡，他怕被問罪，便幫助被流放至常陸的萬里小路藤房上洛，一同出仕於後醍醐天皇，並且獲賜名諱「尊治」中的「治」字，改名治久。其後，足利尊氏背叛後醍醐天皇領導的建武政權後，治久靠攏南朝，在延元元年或建武3年（1336年）與楠木正家據守於常陸瓜連城（現茨城縣那珂市內）等地，與常陸的佐竹氏等北朝勢力作戰。延元3年或曆應元年（1338年），治久迎接北畠親房進入小田城，不久即遭到奉尊氏之命的高師冬攻擊，最終治久在興國2年或曆應4年（1341年）被逼降於北朝，其後作為北朝一方作戰，他跟隨師冬關城、大寶城之戰中攻佔關城和大寶城。正平7年或文和元年12月11日（1353年1月16日），治久死去，享年70歲，由兒子小田孝朝繼任家督，法號為妙光院索准覺翁。